# Papua Nya Guinea i olympiska sommarspelen 2024
Papua Nya Guinea deltog med en trupp på sju idrottare vid de olympiska sommarspelen 2024 i Paris som hölls mellan den 24 juli och 11 augusti 2024. Det var 12:e sommar-OS som Papua Nya Guinea deltog vid.

## Boxning
| Idrottare | Gren              | Sextondelsfinal               | Åttondelsfinal       | Kvartsfinal          | Semifinal            | Final                | Final            |
| Idrottare | Gren              | Motståndare Resultat          | Motståndare Resultat | Motståndare Resultat | Motståndare Resultat | Motståndare Resultat | Placering        |
| --------- | ----------------- | ----------------------------- | -------------------- | -------------------- | -------------------- | -------------------- | ---------------- |
| John Ume  | Herrarnas 63,5 kg | Erislandy Álvarez (CUB) L RSC | Gick inte vidare     | Gick inte vidare     | Gick inte vidare     | Gick inte vidare     | Gick inte vidare |

## Friidrott
Förkortningar
- Notera– Placeringar avser endast det specifika heatet.
- Q = Tog sig vidare till nästa omgång
- q = Tog sig vidare till nästa omgång som den snabbaste förloraren eller, i teknikgrenarna, genom placering utan att nå kvalgränsen
- i.u. = Omgången fanns inte i grenen
- Bye = Idrottaren behövde inte tävla i omgången

Gång- och löpgrenar
| Idrottare  | Gren           | Inledande omgång | Inledande omgång | Heat  | Heat      | Semifinal        | Semifinal        | Final            | Final            |
| Idrottare  | Gren           | Tid              | Placering        | Tid   | Placering | Tid              | Placering        | Tid              | Placering        |
| ---------- | -------------- | ---------------- | ---------------- | ----- | --------- | ---------------- | ---------------- | ---------------- | ---------------- |
| Leonie Beu | Damernas 100 m | 11,63 Q          | 3                | 11,73 | 8         | Gick inte vidare | Gick inte vidare | Gick inte vidare | Gick inte vidare |

## Simning
| Idrottare          | Gren                   | Heat  | Heat      | Semifinal        | Semifinal        | Final            | Final            |
| Idrottare          | Gren                   | Tid   | Placering | Tid              | Placering        | Tid              | Placering        |
| ------------------ | ---------------------- | ----- | --------- | ---------------- | ---------------- | ---------------- | ---------------- |
| Josh Tarere        | Herrarnas 100 m frisim | 53,85 | 72        | Gick inte vidare | Gick inte vidare | Gick inte vidare | Gick inte vidare |
| Georgia-Leigh Vele | Damernas 50 m frisim   | 27,61 | 44        | Gick inte vidare | Gick inte vidare | Gick inte vidare | Gick inte vidare |

## Taekwondo
| Idrottare     | Gren             | Kvalomgång                 | Åttondelsfinal       | Kvartsfinal          | Semifinal            | Återkval             | Final / BM           | Final / BM       |
| Idrottare     | Gren             | Motståndare Resultat       | Motståndare Resultat | Motståndare Resultat | Motståndare Resultat | Motståndare Resultat | Motståndare Resultat | Placering        |
| ------------- | ---------------- | -------------------------- | -------------------- | -------------------- | -------------------- | -------------------- | -------------------- | ---------------- |
| Kevin Kassman | Herrarnas 68 kg  | Bye                        | Sinden (GBR) L 0–2   | Gick inte vidare     | Gick inte vidare     | Gick inte vidare     | Gick inte vidare     | Gick inte vidare |
| Gibson Mara   | Herrarnas +80 kg | Mehdipournejad (EOR) L 1–2 | Gick inte vidare     | Gick inte vidare     | Gick inte vidare     | Gick inte vidare     | Gick inte vidare     | Gick inte vidare |

## Tyngdlyftning
| Idrottare  | Gren            | Ryck     | Ryck      | Stöt     | Stöt      | Totalt | Placering |
| Idrottare  | Gren            | Resultat | Placering | Resultat | Placering | Totalt | Placering |
| ---------- | --------------- | -------- | --------- | -------- | --------- | ------ | --------- |
| Morea Baru | Herrarnas 61 kg | 118      | 7         | 161      | 5         | 279    | 5         |